# 89131 Phildevries
89131 Phildevries este un asteroid din centura principală de asteroizi.

## Descriere
89131 Phildevries este un asteroid din centura principală de asteroizi. A fost descoperit pe 23 octombrie 2001 la Observatorul Desert Eagle de William Kwong Yu Yeung. Asteroidul prezintă o orbită caracterizată de o semiaxă mare de 2,39 ua, o excentricitate de 0,13 și o înclinație de 7,0° în raport cu ecliptica.